# Grand Prix d'été de saut à ski 2019
Navigation
Édition précédente Édition suivante
L'édition 2019 du Grand Prix d'été de saut à ski se déroule du 20 juillet au 5 octobre 2019.

## Grand Prix masculin

### Calendrier et podiums
| Date              | Lieu         | Épreuve           | Vainqueur                                                                | Deuxième                                                        | Troisième                                                                                     |
| ----------------- | ------------ | ----------------- | ------------------------------------------------------------------------ | --------------------------------------------------------------- | --------------------------------------------------------------------------------------------- |
| 20 juillet 2019   | Wisła        | Par équipe HS 134 | Pologne- Piotr Zyla - Aleksander Zniszczoł - Kamil Stoch - Dawid Kubacki | Slovénie- Tilen Bartol - Anže Lanišek - Peter Prevc - Timi Zajc | Norvège- Johann André Forfang - Robin Pedersen - Marius Lindvik - Daniel-André Tande          |
| 21 juillet 2019   | Wisła        | HS 134            | Timi Zajc                                                                | Dawid Kubacki                                                   | Evgeniy Klimov                                                                                |
| 27 juillet 2019   | Hinterzarten | HS 108            | Karl Geiger                                                              | Gregor Schlierenzauer                                           | Richard Freitag                                                                               |
| 10 août 2019      | Courchevel   | HS 132            | Timi Zajc                                                                | Robert Johansson                                                | Naoki Nakamura                                                                                |
| 17 août 2019      | Zakopane     | Par équipe HS 140 | Japon- Naoki Nakamura - Keiichi Satō - Yukiya Satō - Junshirō Kobayashi  | Pologne- Piotr Zyla - Jakub Wolny - Kamil Stoch - Dawid Kubacki | Norvège- Halvor Egner Granerud - Thomas Aasen Markeng - Marius Lindvik - Johann André Forfang |
| 18 août 2019      | Zakopane     | HS 140            | Kamil Stoch                                                              | Dawid Kubacki                                                   | Yukiya Satō                                                                                   |
| 23 août 2019      | Hakuba       | HS 131            | Ryōyū Kobayashi                                                          | Yukiya Satō                                                     | Keiichi Satō                                                                                  |
| 24 août 2019      | Hakuba       | HS 131            | Ryōyū Kobayashi                                                          | Keiichi Satō                                                    | Yukiya Satō                                                                                   |
| 29 septembre 2019 | Hinzenbach   | HS 94             | Dawid Kubacki                                                            | Philipp Aschenwald                                              | Piotr Żyła                                                                                    |
| 5 octobre 2019    | Klingenthal  | HS 140            | Anže Lanišek                                                             | Marius Lindvik                                                  | Piotr Żyła                                                                                    |

### Classement
Classement final  :
| Rang | Nom             | Points |
| ---- | --------------- | ------ |
| 1    | Dawid Kubacki   | 305    |
| 2    | Yukiya Satō     | 294    |
| 3    | Timi Zajc       | 268    |
| 4    | Ryōyū Kobayashi | 261    |
| 5    | Karl Geiger     | 232    |

## Grand Prix féminin

### Calendrier et podiums
| Date            | Lieu                   | Épreuve | Vainqueur      | Deuxième         | Troisième        |
| --------------- | ---------------------- | ------- | -------------- | ---------------- | ---------------- |
| 26 juillet 2019 | Hinterzarten           | HS 108  | Sara Takanashi | Maren Lundby     | Nika Križnar     |
| 9 août 2019     | Courchevel             | HS 132  | Sara Takanashi | Chiara Hölzl     | Juliane Seyfarth |
| 18 août 2019    | Frenštát pod Radhoštěm | HS 106  | Nika Križnar   | Juliane Seyfarth | Urša Bogataj     |

### Classement
Classement final  :
| Rang | Nom              | Points |
| ---- | ---------------- | ------ |
| 1    | Sara Takanashi   | 200    |
| 2    | Nika Križnar     | 200    |
| 3    | Juliane Seyfarth | 172    |
| 4    | Urša Bogataj     | 160    |
| 5    | Maren Lundby     | 125    |

## Mixte
| Date            | Lieu         | Épreuve | Vainqueurs                                                                  | Deuxièmes                                                                    | Troisièmes                                                        |
| --------------- | ------------ | ------- | --------------------------------------------------------------------------- | ---------------------------------------------------------------------------- | ----------------------------------------------------------------- |
| 27 juillet 2019 | Hinterzarten | HS 108  | Allemagne - Juliane Seyfarth - Karl Geiger - Agnes Reisch - Richard Freitag | Japon - Nozomi Maruyama - Junshirō Kobayashi - Sara Takanashi - Keiichi Satō | Slovénie - Nika Križnar - Peter Prevc - Urša Bogataj - Žiga Jelar |